# Imre Samu Nyelvi Intézet
Az Imre Samu Nyelvi Intézet (ISNYI) a határon túli magyar nyelvű tudományos kutatóintézetek hálózatának tagja. Az Alsóőr központtal működő Magyar Média és Információs Központ (Ungarisches Medien- und Informationszentrum, rövidítve: UMIZ) nyelvtudományi kutatócsoportja. Az ISNYI együttműködik az MTA-val, illetve Horvátországban és Szlovéniában működő magyar kutatócsoportokkal is.

## külső hivatkozás
az Imre Samu Nyelvi Intézet honlapja